# John Frederick Clarke
Pour les articles homonymes, voir Clarke.
John Frederick Clarke, né à Warwick (Angleterre) le 1er mai 1927 et mort le 11 juin 2013 est un pilote militaire, un physicien et ingénieur britannique ayant travaillé dans le domaine de la combustion et de l'ingénierie aéronautique.

## Biographie
Après des études primaires et des emplois commerciaux John Frederick Clarke suit une formation de pilote de la Fleet Air Arm puis de la Royal Air Force à Lossiemouth de 1945 à 1949,.
Après avoir quitté la RAF il travaille quelques mois chez Armstrong Siddeley Motors.
En 1949 il décide alors de reprendre ses études et entre au Queen Mary College pour une formation en ingénierie aéronautique achevée en 1952. Il poursuit par une thèse sous la direction de Norman A. V. Piercy qui décède en 1953, puis de Leslie G. Whitehead et finalement de Alec David Young. Il obtient son doctorat en 1957 tout en travaillant pour la société English Electric à partir de 1955.
En 1958, il entre l'université de Cranfield comme maître de conférences et obtient un financement d'une année à l'université Stanford sous la forme d'une bourse Fulbright. Il devient professeur, émérite en 1991, mais  continue à faire de la recherche pendant une décennie.
Il a travaillé sur les ondes de choc, les détonations, la dynamique des gaz et la théorie des flammes.

## Ouvrages
- (en) John F. Clarke et Malcolm McChesney, The dynamics of real gases, Butterworths, 1964 (ASIN B0000CM0CN, lire en ligne)
- (en) John F. Clarke et Malcolm McChesney, Dynamics of relaxing gases, Butterworths, 1975 (ISBN 978-0408706674)

## Distinctions
- Bourse Fulbright (1961).
- Membre de l'Institute of Mathematics and its Applications (1965).
- Membre de la Royal Aeronautical Society (1969).
- Membre de la Royal Society (1987).
- Membre honoraire du Queen Mary and Westfield College (1992).
- Professeur invité G. C. Steward au Gonville and Caius College (1992).
- Professeur invité Benjamin Meaker à l'université de Bristol (1993).
- Membre de l'Institute of Physics (1999).